# Eriopeltastes leucoprymnus
Eriopeltastes leucoprymnus är en skalbaggsart som beskrevs av Hermann Burmeister och Hermann Rudolph Schaum 1840. Eriopeltastes leucoprymnus ingår i släktet Eriopeltastes och familjen Cetoniidae. Inga underarter finns listade i Catalogue of Life.